# Jack Aubrey
El Almirante Sir John Aubrey, es un personaje de ficción en la serie de novelas Aubrey-Maturin de Patrick O'Brian. La serie retrata su carrera desde teniente a almirante de la Royal Navy durante las guerras napoleónicas. Empieza como un teniente, desanimado por no haber ascendido a capitán, pobre, endeudado y sin un buque hasta que se da su primer mandato: el HMS Sophie.
La mayor parte de sus aventuras y batallas navales se han extraído de la historia de la Armada Real británica, y su personaje se basa en Lord Cochrane. Asimismo, muchas de las situaciones narradas a lo largo de los libros ocurrieron históricamente, tomando O´Brian pequeñas libertades narrativas para dar continuidad a la obra.
Jack es descrito como una persona de gran contextura, la cual parece incrementarse cuando usa su uniforme y antes de las batallas. En la mar es alguien que inspira respeto, un hábil y experto marino y un gran líder, pero en tierra es inseguro y propenso a ser estafado. Sus tripulantes suelen seguirlo de barco en barco, por ser un capitán alegre, generoso y de buen corazón, salvo que las circunstancias lo obliguen a ser duro y, aunque le gusta el respeto y mantener la disciplina, está en contra de azotar a su tripulación. Gran nadador, ha salvado a varios marineros de ahogarse. Es un ferviente admirador de Lord Nelson, a cuyas órdenes sirvió de guardiamarina, sigue muchas de sus tácticas y más de una vez menciona su frase "Olvidad las maniobras, atacadlos de frente". Es muy conservador respecto a las costumbres de la Royal Navy,  por la que siente gran admiración y devoción. Es partidario de realizar prácticas con los cañones, muchas veces con munición que paga con su propio dinero, ya que lo ve de gran importancia al momento de una batalla real.
En sus primeras campañas como capitán,  la suerte lo ayudó a obtener varios botines, lo que llevó a ser apodado Lucky Jack (Jack el Afortunado). Aunque en algunos aspectos es inculto, tiene grandes conocimientos de Matemáticas y Astronomía, debido a que desde pequeño se crio en la mar. Suele ofrecer banquetes y le gusta que éstos sean animados, es de buen comer y beber. Es un amante apasionado, aunque ama a su esposa y daría su vida por ella, tal vez llegaría a engañarla sin dejar de amarla, ya antes de conocerla tuvo problemas con  varios hombres por acostarse con sus esposas. Le gustan los caballos y cabalgar en ellos. Aubrey es un gran amante de la música y toca el violín, es generalmente acompañado por su amigo y colega Stephen Maturin en el chelo y es especialmente aficionado de Corelli. Aunque Maturin es completamente distinto en varios aspectos a él, logran entablar un relación de amistad muy sólida. A pesar de sus grandes conocimientos y habilidades su carrera se vio siempre obstruida por su padre, el general Aubrey, y sus variadas orientaciones políticas y participaciones en el Parlamento. Jack se casa con Sophie Williams, una campesina bien educada, cuya madre, la señora Williams, sólo acepta el matrimonio cuando él obtiene una fortuna de los botines y adquiere buena reputación. Tiene con Sophie tres hijos, las gemelas Charlotte y Fanny, y el pequeño George. A pesar de pasar gran tiempo fuera de su hogar, es un buen padre y los ama. 
Aubrey es interpretado por el actor Russell Crowe en la película Master and Commander: The Far Side of the World en el 2003.

## Los buques comandados por Jack Aubrey
Durante la serie de novelas, Jack Aubrey comanda un gran número de buques. La mayoría de ellos son buques de la Royal Navy, prefijados: HMS (Her Majesty's Ship).  En una ocasión comando un buque de la Compañía Británica de las Indias Orientales.
| Barco                 | Armas | Libro                                      | Año  | Fin de la commission                                       | Ficticio?  |
| HMS Sophie            | 14    | Capitán de mar y guerra                    | 1800 | Capturado                                                  | HMS Speedy |
| HMS Polychrest        | 24    | Capitán de navío                           | 1803 | Hundido (falla estructural)                                | Si         |
| HMS Lively            | 38    | Capitán de navío                           | 1804 | Comando temporal                                           | No         |
| HMS Surprise          | 28    | La Fragata Surprise                        | 1805 | Pagado                                                     | No         |
| HMS Boadicea          | 38    | Operación Mauricio                         | 1809 | Pagado                                                     | No         |
| HMS Raisonnable       | 64    | Operación Mauricio                         | 1809 | Estación de los monzones; trasladado de nuevo a Boadicea   | No         |
| HMS Leopard           | 50    | Isla Desolación                            | 1811 | Convertido a transporte                                    | No         |
| HMS Ariel             | 16    | El ayudante del cirujano                   | 1813 | Hundido tras un arrecife                                   | No         |
| HMS Worcester         | 74    | Misión en Jonia                            | 1813 | convertido a Hulk por daños causados por tormentas         | Si         |
| HMS Surprise          | 28    | Misión en Jonia                            | 1813 | Comando Temporal                                           | No         |
| HEICS Niobe           |       | El puerto de la traición                   | 1813 | Comando temporal                                           | Si         |
| HMS Surprise          | 28    | La costa más lejana del mundo              | 1813 | Pagado, luego puesto fuero de servicio                     | No         |
| HMS Diane             | 32    | El reverso de la medalla                   | 1813 | Anclado en un arrecife, luego destruido por una tormenta   | Si         |
| Nutmeg of Consolation | 20    | La goleta Nutmeg                           | 1813 | Regresado al gobernador, transferido al Surprise           | Si         |
| HMHV Surprise         | 28    | Clarissa Oakes, polizón a bordo            | 1813 | Transferido a Franklin                                     | No         |
| Privateer Franklin    | 22    | Un mar oscuro como el oporto               | 1813 | Comando Temporal                                           | Si         |
| HMS Bellona           | 74    | El comodoro                                | 1813 | Pagado                                                     | No         |
| HMS Pomone            | 38    | Los cien días                              | 1815 | Transferido al Surprise                                    | No         |
| HMHV Surprise         | 28    | Los cien días                              | 1815 | Dañado en la colisión, y luego enviados para su reparación | No         |
| HMHV Surprise         | 28    | Azul en la Mesana                          | 1815 | Promovído                                                  | No         |
| HMS Suffolk           | 74    | The Final Unfinished Voyage of Jack Aubrey | 1817 |                                                            | No         |

## Novelas de la serie Aubrey-Maturin
1. Capitán de mar y guerra (Master and Commander, 1970), Edhasa
2. Capitán de navío (Post Captain, 1972), Edhasa
3. La fragata Surprise (HMS Surprise, 1973), Edhasa
4. Operación Mauricio (The Mauritius Command, 1977), Edhasa
5. Isla Desolación (Desolation Island, 1978), Edhasa
6. Episodios de una guerra (The Fortune of War, 1979), Edhasa
7. El ayudante del cirujano (The Surgeon's Mate, 1980), Edhasa
8. Misión en Jonia (The Ionian Mission, 1981), Edhasa
9. El puerto de la traición (Treason's Harbour, 1983), Edhasa
10. La costa más lejana del mundo (The Far Side of the World, 1984), Edhasa
11. El reverso de la medalla (The Reverse of the Medal, 1986), Edhasa
12. La patente de corso (The Letter of Marque, 1988), Edhasa
13. Trece salvas de honor (The Thirteen Gun Salute, 1989), Edhasa
14. La goleta Nutmeg (The Nutmeg of Consolation, 1991), Edhasa
15. Clarissa Oakes, polizón a bordo (Clarissa Oakes, 1992), Edhasa
16. Un mar oscuro como el oporto (The Wine-Dark Sea, 1993), Edhasa
17. El comodoro (The Commodore, 1994), Edhasa
18. Almirante en tierra (The Yellow Admiral, 1996), Edhasa
19. Los cien días (The Hundred Days, 1998), Edhasa
20. Azul en la mesana (Blue at the Mizzen, 1999), Edhasa
21. The Final Unfinished Voyage of Jack Aubrey (2004), no publicada en español